# Brand-Laaben
Brand-Laaben là một thị xã thuộc huyện Sankt Pölten-Land trong bang Niederösterreich.